# Articulação metatarsofalângica
As articulações metatarsofalângicas são as articulações entre os ossos metatarsos do pé e as falanges proximais dos dedos do pé.